# The Spotted Lily
The Spotted Lily er en amerikansk stumfilm fra 1917 af Harry Solter.

## Medvirkende
- Ella Hall som Yvonne
- Jack Nelson som Pere Anatole
- George Beranger som Franz
- Victor Rodman som Jean
- Gretchen Lederer som Sonia Maroff